# David Sun
David Sun (chinesisch 孫孫, Pinyin Sūn Dàwèi; geboren im Oktober 1951 in Taiwan) ist ein taiwanisch-US-amerikanischer Geschäftsmann. Laut Forbes betrug sein Vermögen Mitte 2019 ca. 4,9 Milliarden US-Dollar.

## Laufbahn
David Sun wurde im Oktober 1951 in Taiwan geboren und an der Tatung-Universität ausgebildet. 1977 wanderte er in die Vereinigten Staaten aus.
Er gründete 1987 gemeinsam mit seinem Geschäftspartner John Tu Kingston Technology. Das Unternehmen gehört heute zu den größten Herstellern von Speichermodulen und Speicherkarten. 
Die von ihm im Jahr 2001 gegründete wohltätige Stiftung, die David and Diana Sun Foundation, leistet Beiträge zu Bildung und Gesundheit, hauptsächlich in Taiwan.

## Privates
Er ist mit Diana Sun verheiratet, hat zwei Kinder und lebt in Irvine (Kalifornien).